# سوکانی

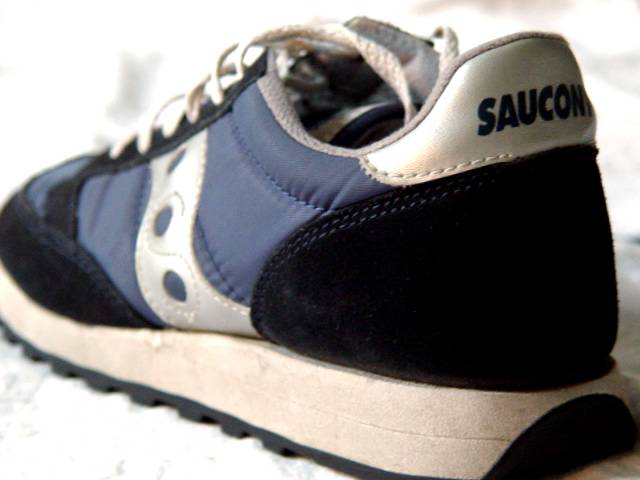
نگاره ای از کتانی سوکانی

سوکانی (انگلیسی: Saucony) شرکت تجهیزات ورزشی و پوشاک آمریکایی است، که در سال ۱۸۹۸ تأسیس شد و هم‌اکنون زیرمجموعه‌ای از شرکت ولورین ورلد واید می‌باشد.
سوکانی یک برند آمریکایی کفش و پوشاک ورزشی است. این شرکت که در سال ۱۸۹۸ تأسیس شد، متعلق به شرکت وولفرین است. محصولاتی که توسط سوکانی به بازار عرضه می‌شوند شامل طیف وسیعی از کفش‌ها و لباس‌ها مانند کفش‌های ورزشی، کاپشن، هودی، تی‌شرت، شلوار راحتی، شلوارک و جوراب می‌باشند. لوازم جانبی شامل کلاه و کوله پشتی است.
روی جعبه‌های کفش سوکانی عبارت "sock a knee" چاپ شده بود که نشان دهنده تلفظ صحیح نام شرکت است. لوگوی برند سوکانی نشان دهنده جریان مداوم نهر سوکانی و تخته سنگ‌هایی است که بستر نهر آن را پوشانده‌اند. این شرکت یک تولیدکننده محبوب کفش‌های مسابقه‌ای است که میخ‌های پیست و کفش‌های تخت مسابقه‌ای کراس کانتری تولید می‌کند. سوکانی همچنین کفش‌هایی را برای رویدادهای خاص دو و میدانی تولید می‌کند.